# 平群町
平群町（日语：／ Heguri chō */?）是位於奈良縣西北部的行政區劃。西側以生駒山地與東大阪市相隔，東側為矢田丘陵，主要市區位於兩山區之間的平地區域。由於平群町位於大阪的通勤範圍內，因此境內有許多大規模開發的住宅區。

## 人口
| 平群町人口分布圖 |                                               |  |
| 平群町與日本全國年齡別人口分布比較圖 （2005年資料） | 平群町的年齡、男女別人口分布圖 （2005年資料） |  |
| ■紫色是平群町 ■綠色是全国 | ■藍色是男性 ■紅色是女性                       |  |
| 平群町人口變化 \| 1970年 \| 7,899人 \| \| \| 1975年 \| 11,705人 \| \| \| 1980年 \| 16,854人 \| \| \| 1985年 \| 18,783人 \| \| \| 1990年 \| 20,096人 \| \| \| 1995年 \| 20,385人 \| \| \| 2000年 \| 20,497人 \| \| \| 2005年 \| 20,286人 \| \| \| 2010年 \| 19,727人 \| \| \| 2015年 \| 18,883人 \| \| \| 2020年 \| 18,009人 \| \| |                                               |  |
| 資料來源：日本總務省統計中心提供之人口普查數據 |                                               |  |
| 1970年 | 7,899人                                       |  |
| 1975年 | 11,705人                                      |  |
| 1980年 | 16,854人                                      |  |
| 1985年 | 18,783人                                      |  |
| 1990年 | 20,096人                                      |  |
| 1995年 | 20,385人                                      |  |
| 2000年 | 20,497人                                      |  |
| 2005年 | 20,286人                                      |  |
| 2010年 | 19,727人                                      |  |
| 2015年 | 18,883人                                      |  |
| 2020年 | 18,009人                                      |  |

## 歷史
在令制國時代屬於大和國平群郡平群鄉，在4世紀至8世紀期間曾是平群氏的主要據點。
16世紀初期木澤長政曾在信貴山興建了信貴山城，到1560年松永久秀控制了近畿一代後，重新修復了此城，將此做為軍事的據點；1577年松永久秀起兵背叛織田信長後，雙方在此爆發信貴山城之戰，隨著松永久秀的戰敗，信貴山城也在此戰中遭到焚毀。
現在的平群町範圍在江戶時代大多為江戶幕府的直屬領地和郡山藩領地，另外也有部分地方為奈良樂人的領地；19世紀明治維新後，這些區域曾先後屬於奈良縣和郡山縣，在1871年的第一次府縣整併中，全數被劃入奈良縣內，但在1876年的第二次府縣整併中，奈良縣遭到廢除，改隸屬堺縣管轄，不過到了1881年又因堺縣被廢除改隸屬大阪府，直到1887年重新設立了奈良縣，才恢復隸屬奈良縣轄下。
1889年日本實施町村制，此區域的村落合併設立為明治村，1896年明治村更名為平群村，1971年升格改制為平群町。
在2000年代平成大合併期間，位於西和地區的王寺町、上牧町、河合町、斑鳩町、三鄉町、平群町、安堵町曾規劃合併為西和市，合併後的西和市人口將超過14萬，也將會成為奈良縣內人口僅次於奈良市的第二大城市，當時也已規劃好完成合併後，新的市政府將設於王寺町，同時在斑鳩町設立分支辦公室。但在2004年各町的公民投票中，王寺町和斑鳩町的公民投票都未能通過，也直接使合併案破局。

## 交通
近畿日本鐵道生駒線以南北向貫穿轄內主要市區，可往北到生駒車站轉奈良線或京阪奈線進入大阪市區，也可往南至王寺站轉大和路線，車程約一小時內可以抵達大阪市區。

### 鐵路
- 近畿日本鐵道
  - 生駒線：（生駒市） - 元山上口車站 - 平群車站 - 龍田川車站 - （三鄉町→）

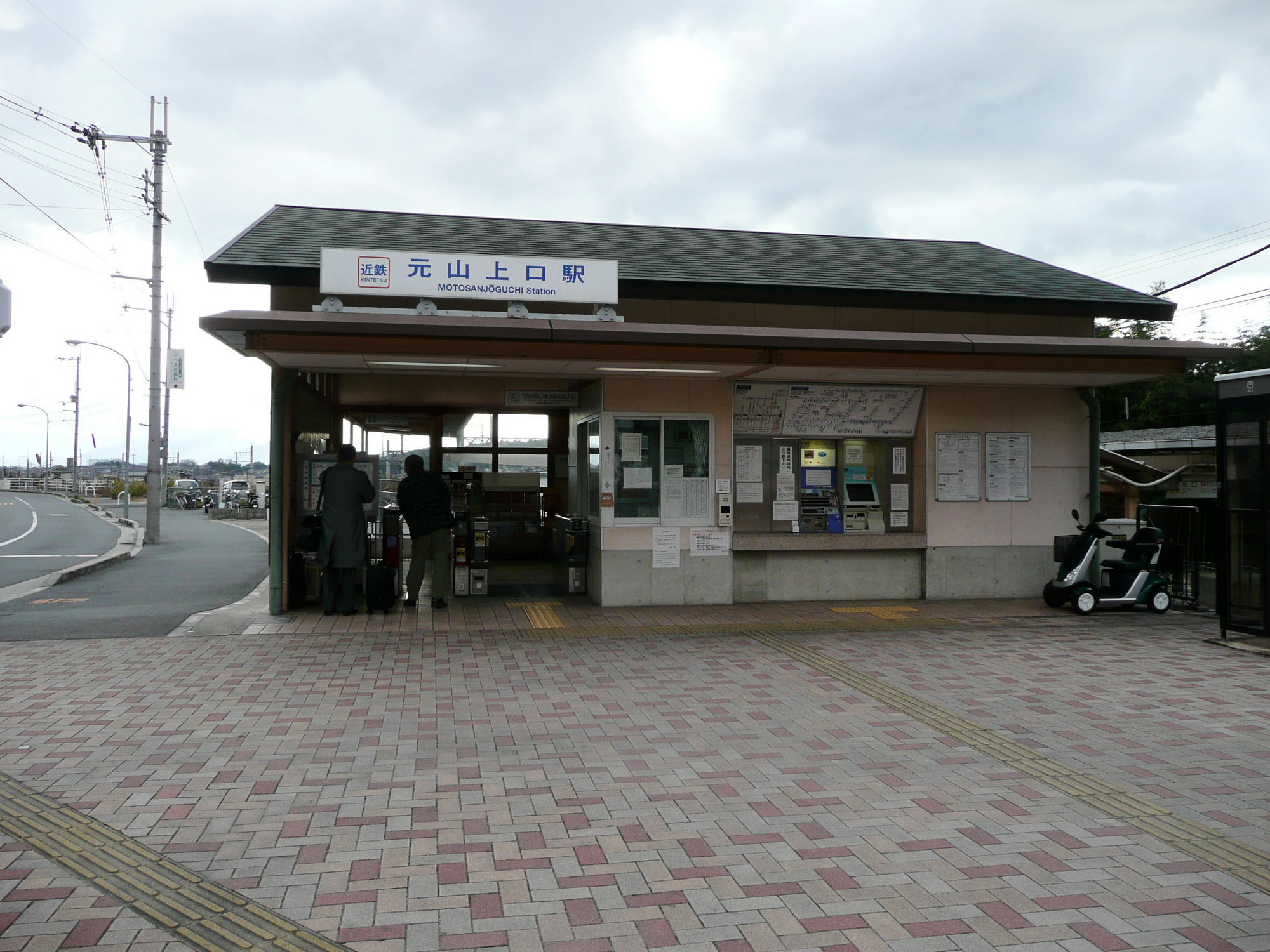
元山上口車站
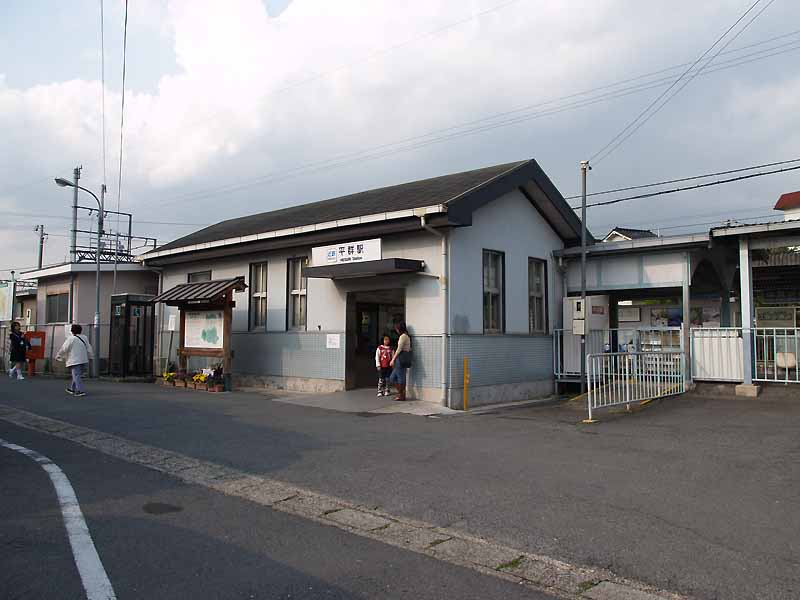
平群車站
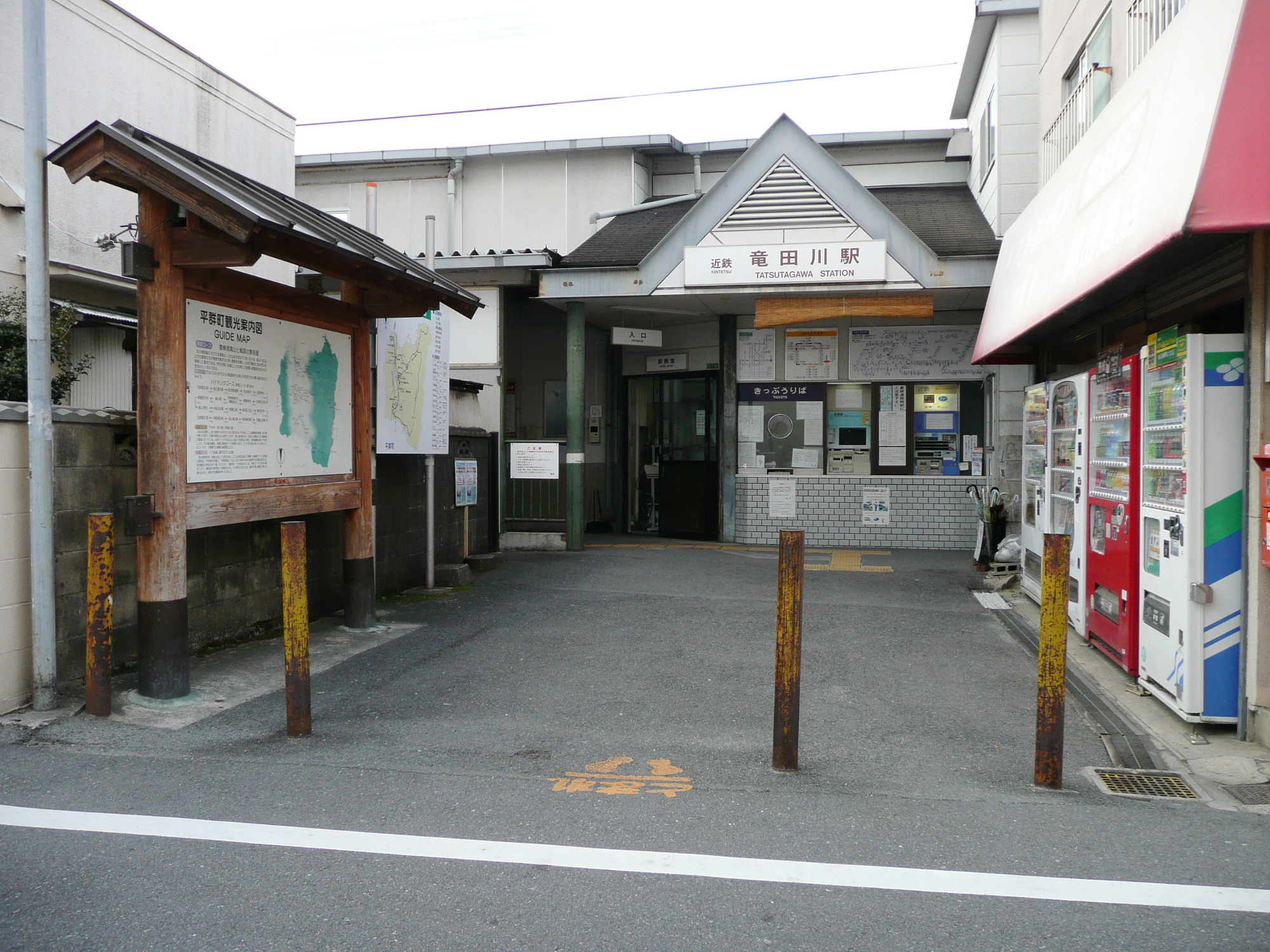
龍田川車站

## 觀光資源

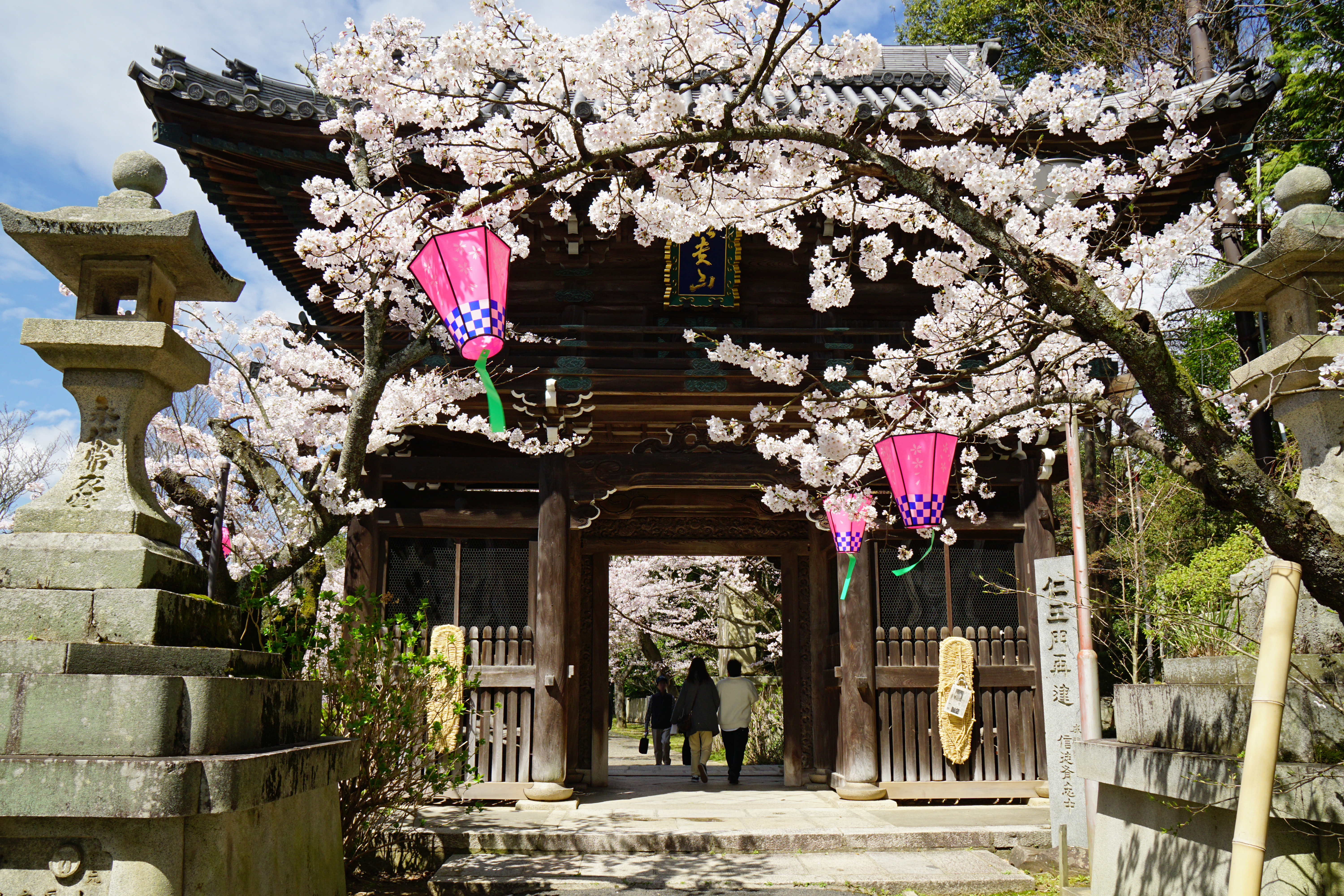
朝護孫子寺山門

畫於12世紀，被稱為日本的四大繪卷之一的日本國寶信貴山緣起，被收藏於信貴山的朝護孫子寺內。

## 本地出身之名人
- 島左近：安土桃山時代的武將
- 都築龍太：足球選手
- 山本元喜：公路自行车赛選手

## 外部連結
- （日語） 平群町觀光網頁 （页面存档备份，存于）
- （日語） 平群町的Facebook專頁
- （日語） 平群町的X（前Twitter）